# Jaciments de Skhul i Qafzeh
Els jaciments de Skhul i Qafzeh són dues localitzacions amb fòssils humans situades al nord de Palestina, a les coves d'Es Skhül i Jabel Qafzeh respectivament. És Skhül es troba al Mont Carmel (Haifa) i Jabel Qafzeh a la Muntanya del Precipici a Natzaret (Galilea).
Les restes tenen una antiguitat de 80.000-120.000 anys, suelen denominarse conjuntamente Skhul/Qafzeh, tenien cultura mosteriana i es caracteritzaven per trets d'humans arcaics (neandertals) i de moderns. Amb ells hi havia petxines marines perforades usades com a grans i aliment.
Aquestes restes fòssils s'atribuïren inicialment a neandertals amb el nom Palaeoanthropus palaestinensis (Weidenreich, 1932) i després als primerencs Homo sapiens, tot i que la veritable relació d'aquests amb els humans moderns és discutible.

## Skhul
A la cova de Skhul es descobriren, entre 1925 i 1935, 10 restes humanes (7 adults i 3 nens), algunes de les quals semblen haver estat pròpiament enterrades.
El crani Skhul 5' presenta prominents arcs supraciliars, típic dels humans arcaics, però amb front alt com lHomo sapiens.
El crani Skhul 9 té semblances amb l'actual població de l'Àfrica occidental, però amb alguns trets arcaics com prognatisme i arcs supraciliars.

## Qafzeh
La cova de Qafzeh, l'excavà René Neuville al 1934, i hi trobà restes de 5 individus, fogates, enterraments, eines de sílex i animals (gasela, cavall, daina, bòvids i rinoceront). En anys posteriors s'hi trobaren més restes humanes.
Qafzeh 6', trobat al 1934 per R. Neville, és un home que presenta algunes característiques dels neandertals però s'acosta més a lHomo sapiens.
Qafzeh 9 devia ser un adolescent masculí; presenta característiques pròpies dels humans moderns. Analitzant el grau de prognatisme, es conclou que és menor en Qafzeh-9 que en els cranis de neandertal, Kabwe i Jebel; és semblant als de Skhul-4 i Skhul-5; i és major que els d'Homo helmei i Homo sapiens de les poblacions modernes d'Euràsia i Àfrica del Nord.

## Galeria d'imatges

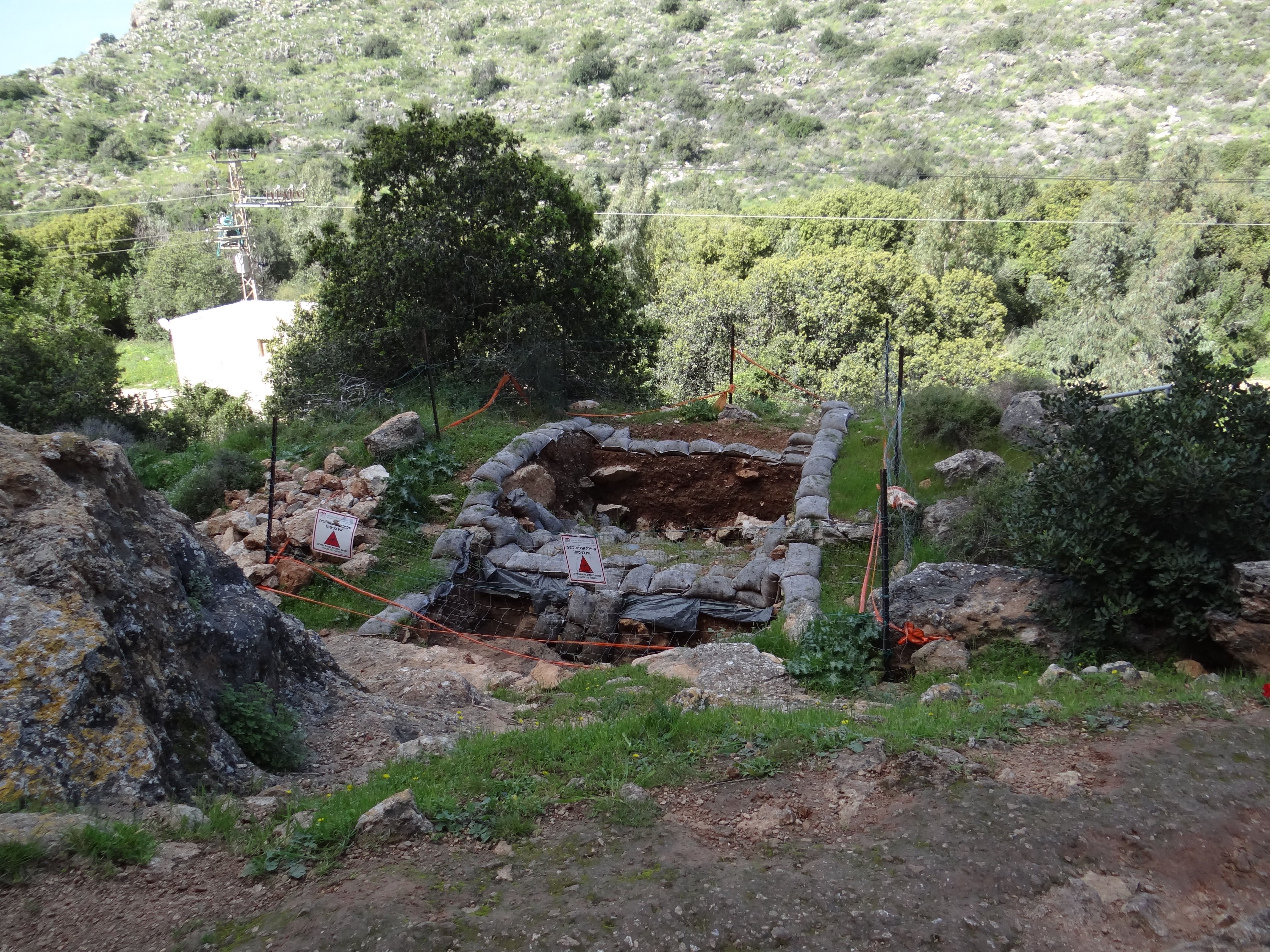
Terrassa de la cova
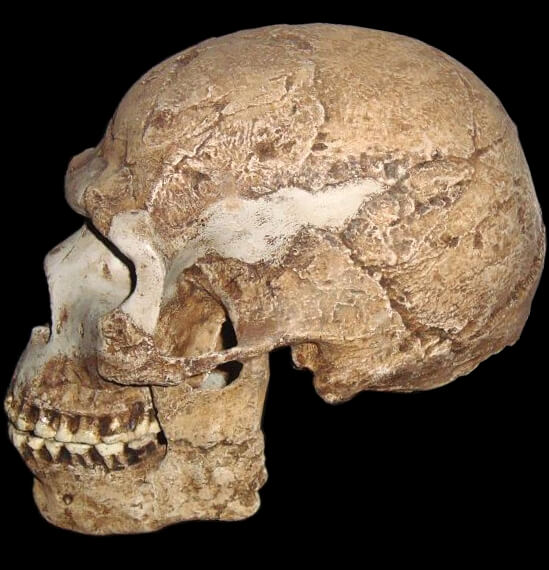
Crani Skhul 5
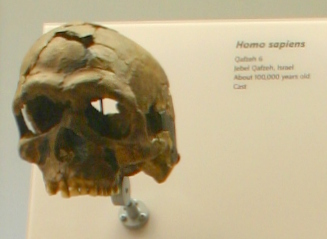
Qafzeh 6 és una de les restes d'H. sapiens més antigues d'Orient Pròxim, a més de ser de les més completes. Es trobà a manera d'enterrament a la terrassa de la cova que li dona nom
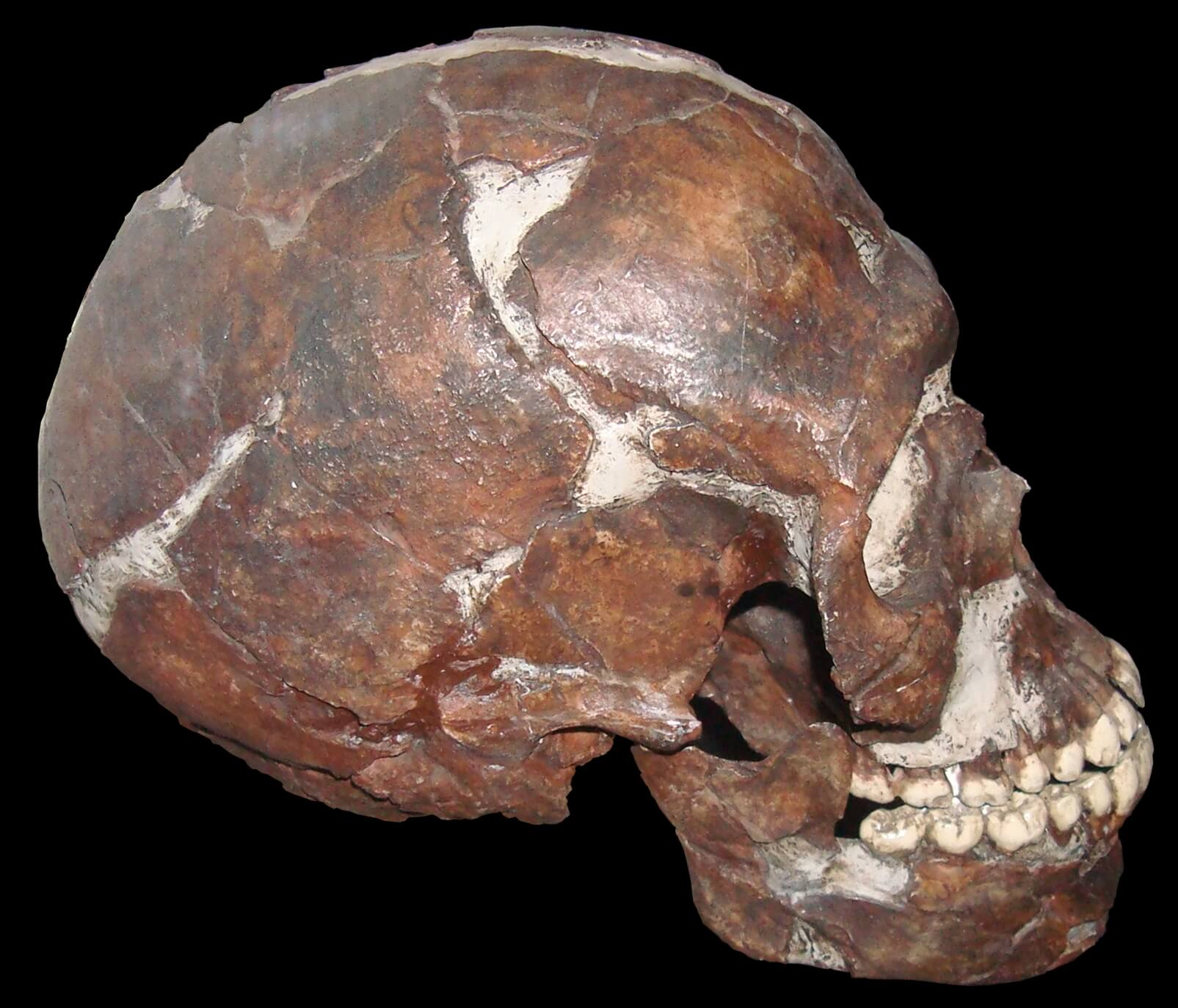
Qafzeh 9